# Вульф, Моисей Владимирович
Моисе́й Влади́мирович Ву́льф (англ. Moshe Wulff (Moshe Woolf); нем. Mosche Wulff) 5 октября 1878, Одесса, нынешняя Украина  — 1 ноября 1971, Тель-Авив, Государство Израиль) —украинский психиатр, психоаналитик, педагог, один из лидеров психоанализа в Украине и Израиле. Переводчик трудов Зигмунда Фрейда, и публицист книг по психоанализу в серии «Психологическая и психоаналитическая библиотека» и др. Доктор медицины.
Первым стал заниматься детским психоанализом и психоаналитической педагогикой. Некоторые из его трудов по психологии детства стали классикой для подготовки педагогов и учителей, проводил семинар по «медицинскому психоанализу» и амбулаторный приём пациентов. Пытался отстаивать право на существование психоанализа и специализированных психоаналитических обществ. 
Полемизировал с Вильгельмом Райхом, выступал против попыток соединить психоанализ с марксизмом.

## Профессиональная деятельность
Родился 5 октября 1878 года в Одессе в семье немецкого торговца.
После окончания Новороссийского Императорского университета изучал в 1900—1905 К. Менделя, Ю. Джолли годах психиатрию в Берлинском университете.
В 1905 году под научным руководством Теодора Цигена защитил докторскую диссертацию по медицине.
В 1907 году перешёл на работу в Психиатрический санаторий К. Менделя Берлина-Ланквица ассистентом у Отто Юлиусбургера, который познакомил Вульфа с психоаналитическими идеями Фрейда, который посчитал важным продвижением в понимании разницы между нормальным и патологическим состояниями человеческой психики.
В 1908 году Вульф прошёл психоанализ у Карла Абрахама, который впоследствии познакомил его с Зигмундом Фрейдом.
В 1911 году Вульф стал членом Венского психоаналитического общества.
В 1914 году с началом Первой мировой войны М. В. Вульф переехал из Одессы в Москву, где вплоть до 1927 года активно занимался психиатрией в одной из частных клиник и преподаванием, развивал психоаналитические идеи. В 1920 году работал психиатром в военном госпитале. С 1922 года занимался научной деятельностью в Московском государственном психоневрологическом институте в качестве научного сотрудника 1-го разряда, был членом психоаналитического кружка И. Д. Ермакова по изучению вопросов психологии художественного творчества психоаналитическим методом, осуществил психоаналитическое исследование творчества актёров. Читал курсы лекций «Введение в психоанализ» (для медиков) и «Диагностика», вел семинар по «медицинскому психоанализу» и амбулаторный приём пациентов.
В начале 1921 года создал детские дома с психоаналитическим уклоном, которые в 1923 году были преобразованы в поликлиники.
В 1922 году стал одним из основателей Русского психоаналитического общества, а в период с 1924 по 1927 годы был его президентом.
С 1922 года работал во второй медицинской клинике при Московском университете.
В 1924 году участвовал в основании Российского института психоанализа.
В 1926 году в «Открытом письме профессору В. М. Гаккебушу» на его статью «К критике современного применения психоаналитического метода лечения» (1925) выступил в защиту психоанализа и деятельности Международной психоаналитической ассоциации. В том же году вышла его брошюра «Фантазии и реальность в психике ребёнка».
В 1927 году эмигрировал в Берлин, где до 1930 года работал в психиатрическом санатории «Тегельзее» Эрнста Зиммеля. В 1930 году опубликовал статью «Положение психоанализа в Советском Союзе», где обратил внимание на усиленное противодействие развитию психоанализа со стороны властей.
В 1933 году переехал в Палестину (Израиль) вместе с Максом Эйтингоном и другими членами Венского психоаналитического общества, где в 1934 организовал Палестинское психоаналитическое общество.
В период с 1943 по 1953 годы активно содействовал организации Иерусалимского психоаналитического института, в 1947—1954 годах, после смерти Эйтингона, в был президентом Израильского психоаналитического общества и оставался его почётным председателем до конца жизни.
Писал на русском, немецком, английском и иврите.

## Сочинения
на русском языке
- Вульф М. В. Идея смерти у Всеволода Гаршина. // Психоаналитический вестник. — 2002. — № 10. — С. 161—187.
- Вульф М. В. Критический обзор психотерапевтической литературы за 1909 г. // Психотерапия. — 1911. — № 4-5. — С. 203—214.
- Вульф М. В. Открытое письмо проф. В. М. Гаккебушу. // Современная психоневрология. — 1926. — № 3. — С. 355—359.
- Вульф М. В. Психология детских капризов. — Одесса, 1929. — 46 с.
- Вульф М. В. Фантазия и реальность в психике ребёнка. — Одесса, 1926. — 48 с.
- Вульф М. В. К психоанализу кокетства. // Современная психоневрология. — 1925. — № 3-4. — С. 33-43.
- Вульф М. В. Критический обзор немецкой психотерапевтической литературы за 1909 г. // Психотерапия. — 1911. — № 1. — С. 22—31.
- Вульф М. В. О психоаналитическом методе лечения (Теория Фрейда). // Терапевтическое обозрение. — 1909. — № 7. — С. 159—168.
- Вульф М. В. Памяти доктора К. Абрагама. // Современная психоневрология. — 1926. — Т. 2. — № 2. — С. 218—222.

на других языках
- Wulff M. Beiträge zur infantilen Sexualität, 1912 (Заметки о детской сексуальности)
- Wulff M. Über einen interessanten oralen Symptomenkomplex und seine Beziehung zur Sucht, 1932.
- Wulff M. The Child’s Moral Development, 1941
- Wulff M. Fetishism and Object Choice in Early Childhood, 1946
- Wulff M. On Castration Anxiety, 1955